# Capitoli di DanMachi
Questa è la lista dei capitoli dei manga di DanMachi, tratti dall'omonima serie di light novel scritta da Fujino Ōmori e illustrata da Suzuhito Yasuda, edita in Giappone da SB Creative.

## DanMachi
Un adattamento manga di Kunieda è stato serializzato sulla rivista Young Gangan di Square Enix dal 2 agosto 2013 al 21 settembre 2018. Dieci volumi tankōbon sono stati pubblicati tra il 13 dicembre 2013 e il 25 giugno 2018. Il 18 ottobre 2020 è stato ufficialmente confermato che la serie è stata cancellata, interrompendo l'arco narrativo del War Game. Un'edizione in lingua italiana a cura di J-Pop è stata annunciata a settembre 2016 e pubblicata da novembre dello stesso anno fino ad ottobre 2018.
| 1  | 13 dicembre 2013 | ISBN 978-4-7575-4166-5 | 23 novembre 2016  | ISBN 978-88-6883-839-3 |
| 1  | Capitoli (traduzioni letterali dei titoli) - Step 01. Mondo, realtà e ammirazione (世界と現実と憧憬?, Sekai to genjitsu to dōkei) - Step 02. Ecco perché corro (だから僕は走る?, Dakara boku ha hashiru) - Step 03. La notte prima del risveglio (覚醒前夜?, Kakusei zenya) - Step 04. Ecco perché voglio dare una mano (だから僕は力になりたい?, Dakara boku ha chikara ni naritai) - Step 05. La malizia della dea (女神のいたずら?, Megami no itazura) - Step 06. Inizia Monster Feria (怪物祭開幕?, Monsutā Firia kaimaku) - Step 07. Il festival, l'appuntamento e la ricerca (祭りとデートと人捜し?, Matsuri to Dēto to hito sagashi) |                        |                   |                        |
| 2  | 14 maggio 2014 | ISBN 978-4-7575-4304-1 | 1º febbraio 2017  | ISBN 978-88-6883-907-9 |
| 2  | Capitoli (traduzioni letterali dei titoli) - Step 08. L'affetto della dea (女神の寵愛?, Megami no chōai) - Step 09. Tutto il coraggio (ありったけの勇気?, Arittake no yūki) - Step 10. Famiglia (家族?, Kazoku) - Step 11. Il pugnale della dea (神様のナイフ?, Kamisama no Naifu) - Step 12. Bump of Chicken (バンプ・オブ・チキン?, Banpu obu Chikin) - Step 13. Ruggito (雄たけび?, Otakebi) - Step 14. Incontro (出会い?, Deai) - Special. La situazione del lavoro part-time della dea (女神のバイト事情?, Megami no baito jijō) |                        |                   |                        |
| 3  | 13 novembre 2014 | ISBN 978-4-7575-4464-2 | 22 marzo 2017     | ISBN 978-88-6883-938-3 |
| 3  | Capitoli (traduzioni letterali dei titoli) - Step 15. Lo shopping è la fonte di tutte le calamità?? (お買い物は災いのもと？？?, Okaimono ha wazawai no moto??) - Step 16. La situazione lavorativa della Supporter (サポーターのお仕事事情?, Sapōtā no oshigoto jijō) - Step 17. La trappola che si nasconde nel labirinto? (迷宮に潜む罠？?, Meikyū ni hisomu wana?) - Step 18. Il grande abbaglio e il grande errore di calcolo (大失態と大誤算?, Daishittai to daigosan) - Step 19. Grande malinteso!? (大いなる勘違い！？?, Ooinaru kanchigai!?) - Step 20. Gelosia, gioia e il bagno?? (嫉妬と歓喜と入浴？？?, Shitto to kanki to nyūyoku??) - Step 21. La quiete della prima tempesta!? (嵐の前の静けさ！？?, Arashi no mae no shizukesa!?) - Step 22. La negligenza è il più grande nemico!? (油断大敵！？?, Yudan taiteki!?) - Special. L'unico atto dell'elfo (エルフの一幕?, Erufu no hitomaku) |                        |                   |                        |
| 4  | 25 marzo 2015 | ISBN 978-4-7575-4592-2 | 24 maggio 2017    | ISBN 978-88-3275-018-8 |
| 4  | Capitoli (traduzioni letterali dei titoli) - Step 23. Scoperta (発現?, Hatsugen) - Step 24. La magia lo chiamerà? (魔法はアレを喚ぶ？?, Mahō wa are o yobu?) - Step 25. Soma (神酒?, Soma) - Step 26. Il 10º piano (10階層?, Ju kaisō) - Step 27. Tradimento? (裏切り？?, Uragiri?) - Step 28. Morte (死?, Shi) - Step 29. Fiducia (信頼?, Shinrai) - Step 30. Restart (リスタート?, Risutāto) |                        |                   |                        |
| 5  | 25 giugno 2015 | ISBN 978-4-7575-4673-8 | 26 luglio 2017    | ISBN 978-88-3275-067-6 |
| 5  | Capitoli (traduzioni letterali dei titoli) - Step 31. Il ragazzo e la Principessa della Spada (少年と剣姫?, Shōnen to kenki) - Step 32. L'allenamento della Principessa della Spada (剣姫の特訓?, Kenki no tokkun) - Step 33. L'inizio della strategia (策謀の始まり?, Sakubō no hajimari) - Step 34. Party Play (パーティープレイ?, Pātī Purei) - Step 35. Scoppia la guerra santa (聖戦勃発?, Seisen boppatsu) - Step 36. Assalto (強襲?, Kyōshū) - Step 37. Verso l'alto (高みへ?, Takami he) - Special. L'indipendenza della sorella maggiore? L'indipendenza del fratello minore? (姉離れ？弟離れ？?, Ane hanare? Otōto hanare?) |                        |                   |                        |
| 6  | 25 marzo 2016 | ISBN 978-4-7575-4925-8 | 27 settembre 2017 | ISBN 978-88-3275-166-6 |
| 6  | Capitoli (traduzioni letterali dei titoli) - Step 38. Paura (恐怖?, Kyōfu) - Step 39. Presagio?? (虫の知らせ？？?, Mushi no shirase??) - Step 40. Destino (因縁?, In'nen) - Step 41. Un eroe (英雄たるもの?, Eiyūtaru mono) - Step 42. Alla fine della disperazione (絶望の果て?, Zetsubō no hate) - Step 43. Risveglio (覚醒?, Kakusei) - Step 44. Argonauta (英雄願望?, Arugonoto) - Step 45. Conclusione (決着?, Ketchaku) - Step 46. Avventuriero (冒険者?, Bōkensha) - Step 47. La stretta relazione tra Rank Up e Denatus (ランクアップと神会の密接な関係?, Ranku Appu to Denatusu no missetsu na kankeii) - Special. Insegnante principiante (初心者ティーチャー?, Shoshinsha Tīchā) |                        |                   |                        |
| 7  | 13 ottobre 2016 | ISBN 978-4-7575-5120-6 | 29 novembre 2017  | ISBN 978-88-3275-167-3 |
| 7  | Capitoli (traduzioni letterali dei titoli) - Step 48. Denatus inizia (神会開幕?, Denatusu kaimaku) - Step 49. L'impeto dell'incontro (出会いの呼び水?, Deai no yobimizu) - Step 50. Rapporto di unione (加わる関係?, Kuwawaru kankei) - Step 51. Il vantaggio del Level Up (レベルアップの恩恵?, Reberu Appu no onkei) - Step 52. L'abilità del fabbro (鍛冶師の腕前?, Kajishi no udemae) - Step 53. Attivazione (発動?, Hatsudō) - Step 54. Verità (真実?, Shinjitsu) - Step 55. Pensieri appassionati (熱き想い?, Atsuki omoi) - Step 56. Una nuova avanzata (新たな進撃?, Aratana shingeki) - Step 57. Il segno dell'araldo (予兆の前触れ?, Yochō no maebure) |                        |                   |                        |
| 8  | 25 marzo 2017 | ISBN 978-4-7575-5287-6 | 28 febbraio 2018  | ISBN 978-88-3275-168-0 |
| 8  | Capitoli (traduzioni letterali dei titoli) - Step 58. Premonizione di una complicazione (縺れの予感?, Motsure no yokan) - Step 59. Pass Parade (怪物進呈?, Pasu Parēdo) - Step 60. Decisione e proposta (決断と提案?, Ketsudan to yeian) - Step 61. La decisione degli dei (神々の決断?, Kamigami no ketsudan) - Step 62. La tempesta si unisce alla battaglia (疾風参戦?, Shippū sansen) - Step 63. È ora di partire (出立の刻?, Shuttatsu no toki) - Step 64. Un nuovo confronto (再びの対峙?, Futatabi no taisaki) - Step 65. La danza dell'eroe (英雄乱舞?, Eiyuu ranbu) - Step 66. Disperato (決死?, Kesshi) - Step 67. Il luogo in cui sono arrivati (たどり着いた場所?, Tadoritsuita basho) |                        |                   |                        |
| 9  | 25 settembre 2017 | ISBN 978-4-7575-5368-2 | 30 maggio 2018    | ISBN 978-88-3275-417-9 |
| 9  | Capitoli (traduzioni letterali dei titoli) - Step 68. Incontro miracoloso (奇跡の対面?, Kiseki no taimen) - Step 69. Difficoltà relazionali (修羅場?, Shuraba) - Step 70. Come è successo l'imprevisto (事件はこうして起こった?, Jiken wa kōshite okotta) - Step 71. L'imprevisto si è trasformato in guaio!? (事件は難儀な展開に！？?, Jiken ha nangi na tenkai ni!?) - Step 72. Passato e presente (過去と現在?, Kako to genzai) - Step 73. Un incidente improvviso (突然の出来事?, Totsuzen no dekigoto) - Step 74. La prova della determinazione (試される決意?, Tamesareru ketsui) - Step 75. Esplosione (開戦?, Kaisen) - Step 76. Presagio (兆し?, Kizashi) - Step 77. Divinità (神威?, Shini) |                        |                   |                        |
| 10 | 25 giugno 2018 | ISBN 978-4-7575-5763-5 | 17 ottobre 2018   | ISBN 978-88-3275-550-3 |
| 10 | Capitoli (traduzioni letterali dei titoli) - Step 78. Un disastro senza precedenti (未曾有の惨事?, Mizou no sanji) - Step 79. Attacco a tutto campo (総攻撃?, Sōkōgeki) - Step 80. Rianimazione (起死回生?, Kishi kaisei) - Step 81. Un attacco con tutte le forze (渾身の一撃?, Konshin no ichigeki) - Step 82. L'abisso (深淵?, Shinen) - Step 83. Orgoglio e compagni (意地と仲間?, Iji to nakama) - Step 84. Il colpo dell'eroe (英雄の一撃?, Eiyū no ichigeki) - Step 85. Delizia (歓喜?, Kanki) - Step 86. Conflitto (紛紜?, Fun'un) |                        |                   |                        |

### Capitoli non ancora in formatotankōbon
- Step 87. Invito (招待状?, Shōtaijō)
- Step 88. Party Night (パーティーナイト?, Pātī Naito)
- Step 89. Shall We Dance? (Shall We Dance??)

## DanMachi II
Un adattamento manga di Kunieda ha iniziato la serializzazione sulla rivista Young Gangan di Square Enix il 6 settembre 2019. Tra il 22 luglio 2020 e il 25 febbraio 2025 i volumi tankōbon ammontano a sei.
| 1 | 22 luglio 2020 | ISBN 978-4-7575-6769-6 |
| 1 | Capitoli (traduzioni letterali dei titoli) - 0. La campanella della dea (女神のカンパネラ?, Megami no Kanpanera) - 1. Navigazione tranquilla? (順風満帆？?, Junpū manpan?) - 2. Corri Cranel (走れクラネル?, Hashire Kuraneru) - 3. Corri Cranel 2 (走れクラネル 2?, Hashire Kuraneru 2) - 4. Corri Cranel 3 (走れクラネル 3?, Hashire Kuraneru 3) - 5. Corri Cranel 4 (走れクラネル 4?, Hashire Kuraneru 4) - 6. Corri Cranel 5 (走れクラネル 5?, Hashire Kuraneru 5) |                        |
| 2 | 25 marzo 2021 | ISBN 978-4-7575-7169-3 |
| 2 | Capitoli (traduzioni letterali dei titoli) - 7. L'angoscia della volpe e del coniglio (狐兎憂悶?, Kitsune usagi yūmon) - 8. L'angoscia della volpe e del coniglio 2 (狐兎憂悶 2?, Kitsune usagi yūmon 2) - 9. L'angoscia della volpe e del coniglio 3 (狐兎憂悶 3?, Kitsune usagi yūmon 3) - 10. L'angoscia della volpe e del coniglio 4 (狐兎憂悶 4?, Kitsune usagi yūmon 4) - 11. Yoshiwara x Utakata 1 (ヨシワラxウタカタ 1?, Yoshiwara x Utakata 1) - 12. Yoshiwara x Utakata 2 (ヨシワラxウタカタ 2?, Yoshiwara x Utakata 2) - 13. Yoshiwara x Utakata 3 (ヨシワラxウタカタ 3?, Yoshiwara x Utakata 3) |                        |
| 3 | 25 dicembre 2021 | ISBN 978-4-7575-7647-6 |
| 3 | Capitoli (traduzioni letterali dei titoli) - 14. Pietra Mortale 1 (殺生石 1?, Sesshōseki 1) - 15. Pietra Mortale 2 (殺生石 2?, Sesshōseki 2) - 16. Pietra Mortale 3 (殺生石 3?, Sesshōseki 3) - 17. Pietra Mortale 4 (殺生石 4?, Sesshōseki 4) - 18. Pietra Mortale 5 (殺生石 5?, Sesshōseki 5) - 19. Il desiderio dell'eroe 1 (英雄切望 1?, Eiyū setsubō 1) - 20. Il desiderio dell'eroe 2 (英雄切望 2?, Eiyū setsubō 2) - 21. Il desiderio dell'eroe 3 (英雄切望 3?, Eiyū setsubō 3) |                        |
| 4 | 25 gennaio 2023 | ISBN 978-4-7575-8354-2 |
| 4 | Capitoli (traduzioni letterali dei titoli) - 22. Il desiderio dell'eroe 4 (英雄切望 4?, Eiyū setsubō 4) - 23. Il desiderio dell'eroe 5 (英雄切望 5?, Eiyū setsubō 5) - 24. Il desiderio dell'eroe 6 (英雄切望 6?, Eiyū setsubō 6) - 25. Il desiderio dell'eroe 7 (英雄切望 7?, Eiyū setsubō 7) - 26. Il desiderio dell'eroe 8 (英雄切望 8?, Eiyū setsubō 8) - 27. Il desiderio dell'eroe 9 (英雄切望 9?, Eiyū setsubō 9) - 28. Goddess War 1 (ゴッデス・ウォー 1?, Goddesu Wō 1) - 29. Goddess War 2 (ゴッデス・ウォー 2?, Goddesu Wō 2) - 30. Goddess War 3 (ゴッデス・ウォー 3?, Goddesu Wō 3) - 31. Goddess War 4 (ゴッデス・ウォー 4?, Goddesu Wō 4) |                        |
| 5 | 25 novembre 2023 | ISBN 978-4-7575-8912-4 |
| 5 | Capitoli (traduzioni letterali dei titoli) - 32. Rakia 1 (ラキア 1?, Rakia 1) - 33. Rakia 2 (ラキア 2?, Rakia 2) - 34. Rakia 3 (ラキア 3?, Rakia 3) - 35. Rakia 4 (ラキア 4?, Rakia 4) - 36. Rakia 5 (ラキア 5?, Rakia 5) - 37. Rakia 6 (ラキア 6?, Rakia 6) - 38. Rakia 7 (ラキア 7?, Rakia 7) - 39. Rakia 8 (ラキア 8?, Rakia 8) - 40. Rakia 9 (ラキア 9?, Rakia 9) |                        |
| 6 | 25 febbraio 2025 | ISBN 978-4-7575-9689-4 |
| 6 | Capitoli (traduzioni letterali dei titoli) - 41. Rakia 10 (ラキア 10?, Rakia 10) - 42. Rakia 11 (ラキア 11?, Rakia 11) - 43. Rakia 12 (ラキア 12?, Rakia 12) - 44. Rakia 13 (ラキア 13?, Rakia 13) - 45. Rakia 14 (ラキア 13?, Rakia 14) - 46. Rakia 15 - La canzone d'amore di una certa dea 1- (ラキア１５ −とある女神の愛歌１−?, Rakia 15 −To aru megami no ai uta 1−) - 47. Rakia 16 - La canzone d'amore di una certa dea 2- (ラキア１６ −とある女神の愛歌２−?, Rakia 16 −To aru megami no ai uta 2−) - 48. Rakia 17 - La canzone d'amore di una certa dea 3- (ラキア１７ −とある女神の愛歌３−?, Rakia 17 −To aru megami no ai uta 3−) - 49. Rakia 18 - La canzone d'amore di una certa dea 4- (ラキア１８ −とある女神の愛歌４−?, Rakia 18 −To aru megami no ai uta 4−) - 50. Rakia 19 - La canzone d'amore di una certa dea 5- (ラキア１９ −とある女神の愛歌５−?, Rakia 19 −To aru megami no ai uta 5−) - 51. Il segreto della ragazza di città 1 (街娘の秘密 1?, Machi musume no himitsu 1) |                        |

### Capitoli non ancora in formatotankōbon
Questa lista è suscettibile di variazioni e potrebbe essere incompleta o non aggiornata.

- 52. Il segreto della ragazza di città 2 (街娘の秘密 2?, Machi musume no himitsu 2)
- 53. Il segreto della ragazza di città 3 (街娘の秘密 3?, Machi musume no himitsu 3)

## DanMachi: Sword Oratoria
Un adattamento manga di Takashi Yagi, basato sulle light novel spin-off e intitolato DanMachi: Sword Oratoria, ha iniziato la serializzazione sul Gangan Joker di Square Enix il 22 maggio 2014. Tra il 13 novembre 2014 e il 22 luglio 2025 i volumi pubblicati ammontano a trentuno. Un'edizione in lingua italiana a cura di J-Pop è stata annunciata ad aprile 2018 e pubblicata da giugno dello stesso anno.
| 1  | 13 novembre 2014 | ISBN 978-4-7575-4465-9 | 27 giugno 2018   | ISBN 978-88-3275-395-0 |
| 1  | Capitoli - quest 1. Ais, la principessa della spada (剣姫?, Aizu (Kenki)) - quest 2. Quest, l'ignoto (未知?, Kuesuto (Michi)) - quest 3. High Voltage, scontro violento (激闘?, Hai Borutēji (Gekitō)) - quest 4. First Contact, il coniglio bianco (白兎?, Fāsuto Kontakuto (Shirousagi))                                                                   |                        |                  |                        |
| 2  | 25 marzo 2015 | ISBN 978-4-7575-4593-9 | 22 agosto 2018   | ISBN 978-88-3275-466-7 |
| 2  | Capitoli - quest 5. Dream Catcher, ricordi (記憶?, Dorīmu Kyatchā (Kioku)) - quest 6. I Miss, sentimenti (気持?, Ai Misu (Kimochi)) - quest 7. Hetero Carnival, inizia il festival (開祭?, Hetero Kānibaru (Hiraki-sai)) - quest 8. Heroes, scontri cittadini (街戦?, Hīrōzu (Machi-sen))                                                                    |                        |                  |                        |
| 3  | 15 maggio 2015 | ISBN 978-4-7575-4638-7 | 10 ottobre 2018  | ISBN 978-88-3275-630-2 |
| 3  | Capitoli - quest 9. Next Quest, il caso di omicidio (事件?, Nekusuto Kuesuto (Jiken)) - quest 10. Detectives, l'indagine (調査?, Ditekutibuzu (Chōsa)) - quest 11. Redrum, sospetti (容疑?, Reddoramu (Yōgi)) - quest 12. Unknown, il colpevole (犯人?, An'nōn (Han'nin))                                                                                    |                        |                  |                        |
| 4  | 14 ottobre 2015 | ISBN 978-4-7575-4767-4 | 30 gennaio 2019  | ISBN 978-88-3275-662-3 |
| 4  | Capitoli - quest 13. Parasite, la trasformazione (変貌?, Parasaito (Henbō)) - quest 14. Silent Scream, il desiderio (渇望?, Sairento Sukurīmu (Katsubō)) - quest 15. Udeo, il re nero (黒王?, Udaiosu (Kuro ō)) - quest 16. Wish For, l'impresa (偉業?, Wisshu Fō (Igyō))                                                                                    |                        |                  |                        |
| 5  | 25 marzo 2016 | ISBN 978-4-7575-4926-5 | 6 marzo 2019     | ISBN 978-88-3275-747-7 |
| 5  | Capitoli - quest 17. Curse of Black, la fiamma nera (黒炎?, Kāsu Obu Burakku (Kokuen)) - quest 18. Review, la riunione (会議?, Rebyū (Kaigi)) - quest 19. Familia Ermes, compagni (仲間?, Herumesu Famiria (Nakama)) - quest 20. Filvis Pain, rimpianti (追惜?, Firuvisu Pein (Tsuiseki))                                                                    |                        |                  |                        |
| 6  | 13 ottobre 2016 | ISBN 978-4-7575-5121-3 | 8 maggio 2019    | ISBN 978-88-3275-809-2 |
| 6  | Capitoli - quest 21. Wanderer, il labirinto (迷宮?, Wandarā (Meikyū)) - quest 22. Selection, separati (分断?, Serekushon (Bundan)) - quest 23. Red Zone, l'arrivo (到着?, Reddo Zōn (Tōchaku)) - quest 24. Melee Attack, la mischia (混戦?, Meirē Atakku (Konsen))                                                                                           |                        |                  |                        |
| 7  | 25 marzo 2017 | ISBN 978-4-7575-5289-0 | 3 luglio 2019    | ISBN 978-88-3275-913-6 |
| 7  | Capitoli - quest 25. Get Violent, la battaglia furiosa (闘乱?, Getto Baiorento (Tōran)) - quest 26. Error Case, l'anomalia (異常?, Erā Kēsu (Ijō)) - quest 27. Blossom Blast, si aprono le danze (開火?, Burossamu Burasuto (Kaika)) - quest 28. The Time, lo scontro decisivo (決戦?, Za Taimu (Kessen))                                                    |                        |                  |                        |
| 8  | 13 aprile 2017 | ISBN 978-4-7575-5316-3 | 4 settembre 2019 | ISBN 978-88-349-0008-6 |
| 8  | Capitoli - quest 29. Homecoming, il ritorno (帰還?, Hōmukamingu (Kikan)) - quest 30. Rival, il rivale (好敵?, Raibaru (Kōteki)) - quest 31. Elf Ring, fratellanza (同胞?, Erufu Ringu (Dōhō)) - quest 32. Build-up, i preparativi (準備?, Birudoappu (Junbi)) - Capitolo speciale                                                                            |                        |                  |                        |
| 9  | 13 giugno 2017 | ISBN 978-4-7575-5369-9 | 13 novembre 2019 | ISBN 978-88-349-0087-1 |
| 9  | Capitoli - quest 33. Departure, la spedizione (遠征?, Dipāchā (Ensei)) - quest 34. Bell Cranel, l'avventura (冒険?, Beru Kuraneru (Bōken)) - quest 35. Argonauta, l'eroe (英雄?, Arugonouto (Eiyū)) - quest 36. Full Speed, la rapida discesa (疾層?, Furu Supīdo (Shitsuso))                                                                                |                        |                  |                        |
| 10 | 13 febbraio 2018 | ISBN 978-4-7575-5559-4 | 29 gennaio 2020  | ISBN 978-88-349-0141-0 |
| 10 | Capitoli - quest 37. Never Fall Down, pioggia di fuoco (落火?, Nebā Fōru Daun (Ochi ka)) - quest 38. Encounter, riunione (合流?, Enkaunto (Gōryū)) - quest 39. Demi-Spirit, lo spirito (精霊?, Demi Supiritto (Seirei)) - quest 40. Single Light, fascio di luce (一閃?, Shingu za Raito (Issen))                                                            |                        |                  |                        |
| 11 | 11 maggio 2018 | ISBN 978-4-7575-5712-3 | 24 giugno 2020   | ISBN 978-88-349-0200-4 |
| 11 | Capitoli - quest 41. Rest Time, riposo (休息?, Resuto Taimu (Kyūsoku)) - quest 42. Denatus, incontro tra dei (神会?, Denatusu (Shinkai)) - quest 43. Healthy Day, antipatie e simpatie (嫌好?, Herushī Dei (Iya yoshi)) - quest 44. Visitor, ospiti (客人?, Vijitā (Marōdo)) - quest 45. Bath Time, bagno (水浴?, Basu Taimu (Suiyoku))                      |                        |                  |                        |
| 12 | 13 febbraio 2019 | ISBN 978-4-7575-5907-3 | 29 luglio 2020   | ISBN 978-88-349-0268-4 |
| 12 | Capitoli - quest 46. Lost Children, la coppia (二人?, Rosuto Chirudoren (Futari)) - quest 47. Co-op, fronte comune (共闘?, Kōpu (Kyōtō)) - quest 48. Signs, presagi (兆候?, Sainzu (Chōkō)) - quest 49. Travel Trouble, la gita (外出?, Toraberu Toraburu (Gaishutsu)) - quest 50. Inquiry, l'indagine (聴取?, Inkuwaiarī (Chōshu))                          |                        |                  |                        |
| 13 | 13 febbraio 2019 | ISBN 978-4-7575-6005-5 | 14 ottobre 2020  | ISBN 978-88-349-0391-9 |
| 13 | Capitoli - quest 51. Telskyura, il paese della lotta (闘国?, Terusukyura (Tokuku)) - quest 52. Hostage, coercizione (脅迫?, Hosuteiji (Kyōhaku)) - quest 53. Past Time, luna e sole (月陽?, Pasuto Taimu (Tsukihi)) - quest 54. War Party, inizia lo scontro (開戦?, Wō Pātī (Kaisen)) - quest 55. Burst Out, intensificazione (激化?, Bāsuto Auto (Gekika)) |                        |                  |                        |
| 14 | 12 luglio 2019 | ISBN 978-4-7575-6203-5 | 16 dicembre 2020 | ISBN 978-88-349-0403-9 |
| 14 | Capitoli - quest 56. Judgement, il vero colpevole (真犯?, Jajjimento (Mahan)) - quest 57. Fight Back, rinforzi (加勢?, Faito Bakku (Kasei)) - quest 58. Blue Sky, il cielo azzurro (青空?, Burū Sukai (Aozora)) - quest 59. Cleanup, riassestamento (処理?, Kurīn'appu (Shori)) - quest 60. Dedalo, il labirinto (迷街?, Daidarosu (Mei gai))                |                        |                  |                        |
| 15 | 12 dicembre 2019 | ISBN 978-4-7575-6432-9 | 17 febbraio 2021 | ISBN 978-88-349-0486-2 |
| 15 | Capitoli - quest 61. Another Dungeon, territorio nemico (敵地?, Anazā Danjon (Tekichi)) - quest 62. Nightmare, fatalità (致命?, Naitomea (Chimei)) - quest 63. Extra, ruolo secondario (端役?, Ekisutora (Hayaku)) - quest 64. Tanato, divinità malvagia (邪神?, Tanatosu (Jashin)) - quest 65. Raoul Nord, seconda scelta (二流?, Rauru Nōrudo (Niryū))     |                        |                  |                        |
| 16 | 22 luglio 2020 | ISBN 978-4-7575-6702-3 | 7 aprile 2021    | ISBN 978-88-349-0586-9 |
| 16 | Capitoli - quest 66. Fight Back, sforzo comune (結集?, Faito Bakku (Kesshū)) - quest 67. Gugalanna, toro maligno (凶牛?, Gugaranna (Kyō gyū)) - quest 68. Edge of Cliff, tiro alla fune (綱引?, Ejji obu Kurifu (Tsunahiki)) - quest 69. Goners, decessi (落命?, Gōnzu (Rakumei)) - quest 70. Memorial 1, terra natia (古攵郷?, Memoriaru 1 (Ko nobun gō))   |                        |                  |                        |
| 17 | 21 novembre 2020 | ISBN 978-4-7575-6941-6 | 21 luglio 2021   | ISBN 978-88-349-0655-2 |
| 17 | Capitoli - quest 71. Date with Wolf, rendez-vous (逢引?, Dēto uizu Urufu (Aibiki)) - quest 72. Memorial 2, ritorno a casa (帰郷?, Memoriaru 2 (Kikyō)) - quest 73. Tears Rain, pioggia torrenziale (沛雨?, Tiāzu Rein (Hai u)) - quest 74. Memorial 3, ubicazione (在処?, Memoriaru 3 (Arika))                                                               |                        |                  |                        |
| 18 | 25 marzo 2021 | ISBN 978-4-7575-7170-9 | 18 maggio 2022   | ISBN 978-88-349-0831-0 |
| 18 | Capitoli - quest 75. Hunter, uomo lupo (狼人?, Hantā (Ōkami hito)) - quest 76. Vànargandr, lupo feroce (凶狼?, Vanarugando (Kyō ōkami)) - quest 77. Myosotis, bouquet (花束?, Miosotisu (Hanataba)) - quest 78. Break, mossa (ー手?, Bureiku (̄-Te)) |                        |                  |                        |
| 19 | 25 dicembre 2021 | ISBN 978-4-7575-7645-2 | 21 dicembre 2022 | ISBN 978-88-349-1246-1 |
| 19 | Capitoli - quest 79. Wandering Bell, campanello d'allarme (警鐘?, Wandaringu Beru (Keishō)) - quest 80. Corrupt Hero, lo stolto (愚者?, Koraputo Hīrō (Gusha)) - quest 81. Monster, il mostro (怪物?, Monsutā (Kaibutsu)) - quest 82. Interrogation, inchiesta divina (神問?, Intarogeishon (Shinmon))                                                       |                        |                  |                        |
| 20 | 25 dicembre 2021 | ISBN 978-4-7575-7646-9 | 21 marzo 2023    | ISBN 978-88-349-1979-8 |
| 20 | Capitoli - quest 83. Bright, sentimento abbagliante (眩想?, Buraito (Mabayu sō)) - quest 84. Two Face, doppio volto (二面?, Toū Feisu (Ni men)) - quest 85. Rolling Fighters, ordine generale (号令?, Rōringu Faitāzu (Gōrei)) - quest 86. Ryu Lion, la folata (疾風?, Ryū Rion (Shippū))                                                                    |                        |                  |                        |
| 21 | 22 marzo 2022 | ISBN 978-4-7575-7830-2 | 5 luglio 2023    | ISBN 978-88-349-2158-6 |
| 21 | Capitoli - quest 87. Sandwich, attacco a tenaglia (狭撃?, Sandoitchi (Sema geki)) - quest 88. Counter Attack, carica (突撃?, Kauntā Atakku (Totsugeki)) - quest 89. Rundown, scontro (遭遇?, Randaun (Sōgū)) - quest 90. Reach For, estensione (拡伸?, Rīchi Fō (Hiroshi shin))                                                                              |                        |                  |                        |
| 22 | 22 luglio 2022 | ISBN 978-4-7575-8032-9 | 22 novembre 2023 | ISBN 978-88-349-1301-7 |
| 22 | Capitoli - quest 91. Two Side, separazione (表題?, Toū Saido (Hyōdai)) - quest 92. Deusdea, contratto (契約?, Deasudī (Keiyaku)) - quest 93. The Hand of God, volontà divina (神意?, Za Hando obu Goddo (Shin'i)) - quest 94. Once More, rivincita (再戦?, Wansu Moa (Saisen))                                                                               |                        |                  |                        |
| 23 | 25 gennaio 2023 | ISBN 978-4-7575-8352-8 | 6 marzo 2024     | ISBN 978-88-349-2489-1 |
| 23 | Capitoli - quest 95. Argonaut, l'eroe (英雄?, Arugonouto (Eiyū)) - quest 96. Reconciliate, negoziato (交渉?, Rekonshirieito (Kōshō)) - quest 97. Meeting of Familia, riunione (収会?, Mītin obu Famiria (Shūkai)) - quest 98. Run Again, ricominciare a correre (再走?, Ran Agein (Saisō))                                                                   |                        |                  |                        |
| 24 | 25 gennaio 2023 | ISBN 978-4-7575-8353-5 | 3 luglio 2024    | ISBN 978-88-349-2706-9 |
| 24 | Capitoli - quest 99. Smile Always as Ever, promessa (約束?, Sumairu Oruweizu azu Ebā (Yakusoku)) - quest 100. Overture, inizio (開始?, Ōbāchua (Kaishi)) - quest 101. Knossos War, rivincita (再桃?, Kunossosu Wō (Sai momo)) - quest 102. Attack on Knossos, conquista (攻略?, Atakku on Kunossosu (Kōryaku))                                               |                        |                  |                        |
| 25 | 12 giugno 2023 | ISBN 978-4-7575-8620-8 | 20 novembre 2024 | ISBN 978-88-349-3054-0 |
| 25 | Capitoli - quest 103. Happy Birthday, primo vagito (産声?, Happī Bāsudē (Ubugoe)) - quest 104. Painful Days, sangue nero (黒血?, Peinfuru Deizu (Kurodji)) - quest 105. Airmed Teasanare, la santa (聖女?, Amiddo Teasanāru (Seijo)) - quest 106. Countdown, l'altare (祭壇?, Kauntodaun (Saidan))                                                           |                        |                  |                        |
| 26 | 25 novembre 2023 | ISBN 978-4-7575-8914-8 | 12 febbraio 2025 | ISBN 978-88-349-3210-0 |
| 26 | Capitoli - quest 107. Requiem for a Dream, furia (劇性?, Rekuiemu fō Dorīmu (Gekisei)) - quest 108. The Greed, attivazione (起動?, Za Gurīdo (Kidō)) - quest 109. Escape, ritirata (敗走?, Esukeipu (Haisō)) - quest 110. Whodunit, l'orchestratore (黒幕?, Fūdanitto (Kuromaku))                                                                            |                        |                  |                        |
| 27 | 22 marzo 2024 | ISBN 978-4-7575-9113-4 | 21 maggio 2025   | ISBN 978-88-349-3350-3 |
| 27 | Capitoli - quest 111. By Your Side, capezzale (寄添?, Bai Yua Saido (Kisō)) - quest 112. Examination, indagine supplementare (追捜?, Eguzamineishon (Tsuisō)) - quest 113. Premonition, presentimento (予感?, Purimonishon (Yokan)) - quest 114. Whispering, messaggio (伝言?, Uisuparingu (Dengon))                                                         |                        |                  |                        |
| 28 | 21 settembre 2024 | ISBN 978-4-7575-9427-2 | 20 agosto 2025   | ISBN 978-88-349-3574-3 |
| 28 | Capitoli (traduzioni letterali dei titoli) - quest 115. Time Limit, il limite di tempo (刻限?, Taimu Rimitto (Kokugen)) - quest 116. War Cry, una voce sommessa (閧声?, Uō Kurai (Kōsei)) - quest 117. Die Hard, la bandiera agitata con fervore (奮旗?, Dai Hādo (Funki)) - quest 118. Darkest Place, gli inferi (地獄?, Dākesuto Pureisu (Jigoku))         |                        |                  |                        |
| 29 | 21 novembre 2024 | ISBN 978-4-7575-9519-4 | —                | —                      |
| 29 | Capitoli (traduzioni letterali dei titoli) - quest 119. Tempest, l'inizio (起動?, Tenpesuto (Kidō)) - quest 120. Avenger, la vendetta (復讐?, Abenjā (Fukushū)) - quest 121. Face Off, il confronto (対峙?, Feisuofu (Taiji)) - quest 122. Whodunit, la verità (真相?, Fūdanitto (Shinsō))                                                                   |                        |                  |                        |
| 30 | 25 febbraio 2025 | ISBN 978-4-7575-9690-0 | —                | —                      |
| 30 | Capitoli (traduzioni letterali dei titoli) - quest 123. Deduction, la risposta (解答?, Didakushon (Kaitō)) - quest 124. Motive, la motivazione (理由?, Mōtibu (Riyū)) - quest 125. Separation, un'altra lacrima (別涙?, Separeishon (Betsu namida)) - quest 126. Apocalypse, morte in movimento (死動?, Apokaripusu (Shidō)                                  |                        |                  |                        |
| 31 | 22 luglio 2025 | ISBN 978-4-7575-9962-8 | —                | —                      |
| 31 | Capitoli (traduzioni letterali dei titoli) - quest 127. Critical Point, l'ispezione (臨回?, Kuritikaru Pointo (Rinkai) - quest 128. Metamoria Freese, la fine (集結?, Metamoria Furēze (Shūketsu)) - quest 129. Freya Familia, i rinforzi (援軍?, Fureiya Famiria (Engun)) - quest 130. Hestia Familia, la dualità (二面?, Hesutia Famiria (Nimensei))       |                        |                  |                        |

### Capitoli non ancora in formatotankōbon
Questa lista è suscettibile di variazioni e potrebbe essere incompleta o non aggiornata.

- quest 131. Bell Attack, il salto (飛躍?, Beru Atakku (Hiyaku))
- quest 132. Faithful, la scelta (選択?, Feitofuru (Sentaku))

## Dungeon ni deai o motomeru no wa machigatte iru darō ka 4-koma: kamisama no nichijō
Un manga yonkoma, intitolato Dungeon ni deai o motomeru no wa machigatte iru darō ka 4-koma: kamisama no nichijō (ダンジョンに出会いを求めるのは間違っているだろうか4コマ【神様の日常】?, Danjon ni deai o motomeru no wa machigatte iru darō ka 4-koma: kamisama no nichijō) e disegnato da Masaya Takamura, è stato serializzato sulla webzine Gangan Online di Square Enix dal 14 agosto 2014 al 18 maggio 2017. Due volumi tankōbon sono stati pubblicati rispettivamente il 15 maggio 2015 e il 23 maggio 2017.
| 1 | 15 maggio 2015 | ISBN 978-4-7575-4639-4 |
| 1 | Capitoli (traduzioni letterali dei titoli) - Step 01 (すてっぷ 01?, Suteppu 01) - Step 02 (すてっぷ 02?, Suteppu 02) - Step 03 (すてっぷ 03?, Suteppu 03) - Step 04 (すてっぷ 04?, Suteppu 04) - Step 05 (すてっぷ 05?, Suteppu 05) - Step 06 (すてっぷ 06?, Suteppu 06) - Step 07 (すてっぷ 07?, Suteppu 07) - Step 08 (すてっぷ 08?, Suteppu 08) - Step 09 (すてっぷ 09?, Suteppu 09) - Step 10 (すてっぷ 10?, Suteppu 10) - Special Step: La vita quotidiana di Loki (すぺしゃるすてっぷ：ロキの日常?, Supesharu Suteppu: Roki no nichijō) - Step 11 (すてっぷ 11?, Suteppu 11) - Step 12 (すてっぷ 12?, Suteppu 12) - Step 13 (すてっぷ 13?, Suteppu 13) - Step 14 (すてっぷ 14?, Suteppu 14) - Edizione speciale (特別編?, Tokubetsuhen) |                        |
| 2 | 23 maggio 2017 | ISBN 978-4-7575-5356-9 |
| 2 | Capitoli (traduzioni letterali dei titoli) - Step 01 (すてっぷ 01?, Suteppu 01) - Step 02 (すてっぷ 02?, Suteppu 02) - Step 04 (すてっぷ 03?, Suteppu 03) - Step 05 (すてっぷ 04?, Suteppu 04) - Step 05 (すてっぷ 05?, Suteppu 05) - Step 06 (すてっぷ 06?, Suteppu 06) - Step 07 (すてっぷ 07?, Suteppu 07) - Special Step: Il gourmet di Ais (すぺしゃるすてっぷ アイズのグルメ?, Supesharu Suteppu Aizu no gurume) - Step 08 (すてっぷ 08?, Suteppu 08) - Step 09 (すてっぷ 09?, Suteppu 09) - Step 10 (すてっぷ 10?, Suteppu 10) - Step 11 (すてっぷ 11?, Suteppu 11) - Step 12 (すてっぷ 12?, Suteppu 12) - Step 13 (すてっぷ 13?, Suteppu 13) - Step 14 (すてっぷ 14?, Suteppu 14) - Step 15 (すてっぷ 15?, Suteppu 15) - Special Step 01 (すぺしゃるすてっぷ 01?, Supesharu Suteppu 01) - Special Step 02: Il giorno di Lefiya (すぺしゃるすてっぷ 02 レフィーヤの一日?, Supesharu Suteppu 02 Refiiya no ichinichi) - Special Step 03 (すぺしゃるすてっぷ 03?, Supesharu Suteppu 03) - Step 16 (すてっぷ 16?, Suteppu 16) |                        |

## DanMachi 4-koma: somosomo danjon ni moguru no ga machigai de wa nai darō ka
Un ulteriore manga yonkoma, intitolato DanMachi 4-koma: somosomo danjon ni moguru no ga machigai de wa nai darō ka (ダンまち4コマ そもそもダンジョンにもぐるのが間違いではないだろうか?) e disegnato da Choboraunyopomi, è stato serializzato sulla rivista Young Gangan di Square Enix dal 7 novembre 2014 al 5 giugno 2015. Due volumi tankōbon sono stati pubblicati rispettivamente il 25 giugno 2015 e il 25 marzo 2017.
| 1 | 25 giugno 2015           | ISBN 978-4-7575-4674-5 |
| 1 | Capitoli - Capitoli 1-17 |                        |
| 2 | 25 marzo 2017            | ISBN 978-4-7575-5288-3 |
| 2 | Capitoli - Capitoli 1-18 |                        |

## DanMachi: Familia Chronicle episode Ryu
Un adattamento manga di Hinase Momoyama, basato sulle light novel spin-off e intitolato DanMachi: Familia Chronicle episode Ryu, è stato serializzato su Gangan Online di Square Enix dal 23 febbraio 2017 al 25 ottobre 2018. Tra il 13 marzo 2017 e il 13 dicembre 2018 sono stati pubblicati sei volumi.
| 1 | 13 marzo 2017 | ISBN 978-4-7575-5270-8 |
| 1 | Capitoli (traduzioni letterali dei titoli) - Raise 01. Ryu Lion (元・冒険者?, Ryū Rion) - Raise 02. Grand Casinò (最大賭博場?, Guran Kajino) - Raise 03. Faina e Roulette (【神の恩恵】とルーレット?, Faruna to Rūretto) |                        |
| 2 | 22 luglio 2017 | ISBN 978-4-7575-5401-6 |
| 2 | Capitoli (traduzioni letterali dei titoli) - Raise 04. Gioco d'azzardo e battesimo (『賭博』と『洗礼』?, Tobaku to senrei) - Raise 05. La fortuna del coniglio bianco (白兎の幸運?, Hakuto no kōun) - Raise 06. Lion la tempesta (疾風のリオン?, Shippuu no Rion) |                        |
| 3 | 22 novembre 2017 | ISBN 978-4-7575-5518-1 |
| 3 | Capitoli (traduzioni letterali dei titoli) - Raise 07. Pugno nero e gatto nero (「黒拳」と「黒猫」?, Kokken to Kuroneko) - Raise 08. Il caveau del Grand Casinò (最大賭博場の地下金庫?, Gurando Kajino no chika kinko) - Raise 09. La Padrona della Fertilità Elfica (『豊穣の女主人』の妖精?, “Hōjō no on'na shujin” no yōsei)                                                                            |                        |
| 4 | 22 marzo 2018 | ISBN 978-4-7575-5656-0 |
| 4 | Capitoli (traduzioni letterali dei titoli) - Girls 00. La cacciatrice di taglie e l'assassina (『賞金稼ぎ』と『暗殺者』?, Shoukin kasegi to ansatsusha) - Girls 01. Mano tesa (差し伸べられた手?, Sashinoberareta te) - Girls 02. La Padrona della Fertilità (豊穣の女主人?, Hōjō no on'na shujin) - Girls 03. Quello che hanno lasciato alle spalle (彼女達が遺したモノ?, Kanojo tachi ga nokoshita mono) |                        |
| 5 | 21 luglio 2018 | ISBN 978-4-7575-5784-0 |
| 5 | Capitoli (traduzioni letterali dei titoli) - Girls 04. Le parole di Syr (彼女の言葉?, Shiru no kotoba) - Girls 05. Lunoire (黒拳?, Runoa) - Girls 06. Gatto nero (黒猫?, Kuroneko) - Girls 07. Richiesta (催促?, Saisoku) |                        |
| 6 | 13 dicembre 2018 | ISBN 978-4-7575-5908-0 |
| 6 | Capitoli (traduzioni letterali dei titoli) - Girls 08. Assalto (襲撃?, Shūgeki) - Girls 09. Lotta feroce (激闘?, Gekitō) - Girls 10. Il quadro completo della richiesta (依頼の全貌?, Irai no zenbō) - Girls 11. C'è un pub della fertilità (そこは豊穣の酒場?, Soko wa hōjō no sakaba) |                        |

## DanMachi: Familia Chronicle episode Freya
Un altro adattamento manga sempre a cura di Hinase Momoyama, basato sulle light novel spin-off e intitolato DanMachi: Familia Chronicle episode Freya, è stato serializzato su Gangan Online di Square Enix dal 2 ottobre 2020 al 17 novembre 2023. Tra il 25 dicembre 2021 e il 22 marzo 2024 sono stati pubblicati cinque volumi.
| 1 | 25 dicembre 2021 | ISBN 978-4-7575-7649-0 |
| 1 | Capitoli (traduzioni letterali dei titoli) - Desire 01. Eppure invisibile Odr (まだ見ぬ伴侶?, Mada minu Ōzu) - Desire 02. Città di Liad (リオードの町?, Riōdo no machi) - Desire 03. Palazzo dell'oasi (オアシスの屋敷?, Oashisu no yashiki) - Desire 04. L'interrogatorio di Dio (神の尋問?, Kami no jinmon)                                              |                        |
| 2 | 22 luglio 2022 | ISBN 978-4-7575-8033-6 |
| 2 | Capitoli (traduzioni letterali dei titoli) - Desire 05. Raccolta fondi (資金調達?, Shikin chōtatsu) - Desire 06. Ciò che fa un re (「王」としての差?, Ō to shite no sa) - Desire 07. Il dolore dell'anima (魂の憂い?, Tamashī no urei) - Desire 08. Esercito Warusa e Resheph Familia (ワルサ軍と【ラシャプ・ファミリア】?, Warusa Gun to Rashapu Famiria) |                        |
| 3 | 25 gennaio 2023 | ISBN 978-4-7575-8355-9 |
| 3 | Capitoli (traduzioni letterali dei titoli) - Desire 09. La divinità di Freya (フレイヤの「神威」?, Fureiya no shini) - Desire 10. Gioco con la dea (女神との勝負?, Megami to no shōbu) - Desire 11. Mossa sconosciuta (未知の一手?, Michi no itte) - Desire 12. Il piano di Hedin (ヘディンの策略?, Hedin no sakuryaku)                                    |                        |
| 4 | 12 luglio 2023 | ISBN 978-4-7575-8669-7 |
| 4 | Capitoli (traduzioni letterali dei titoli) - Desire 13. Il "discorso" del principe (王子の『演説』?, Ōji no "enzetsu") - Desire 14. Arry cerca l'amore (愛を求め『少女』?, Ai o motome Arī) - Desire 15. Arry e gli 8 membri della famiglia (アリィと8人の眷族?, Arī to 8-ri no kenzoku) - Desire 16. Guerra di annientamento (殲滅戦?, Senmetsu-sen)      |                        |
| 5 | 22 marzo 2024 | ISBN 978-4-7575-9086-1 |
| 5 | Capitoli (traduzioni letterali dei titoli) - Desire 17. Har Resheph (最愛の悪疫?, Haru Reshefu) - Desire 18. Gli avventurieri di Orario (オラリオの冒険者?, Orario no bōkensha) - Desire 19. Odr della dea (女神の伴侶?, Megami no Ōzu) - Desire 20. Il miraggio del mare di sabbia (砂の海のミラージュ?, Suna no umi no Mirāju)                           |                        |

## DanMachi: Memoria Freese - Seiya no Träumerei
Un altro manga disegnato da Yu Shiomura, intitolato DanMachi: Memoria Freese - Seiya no Träumerei e basato sul videogioco DanMachi: Memoria Freese, è stato serializzato su Manga UP! dal 23 ottobre 2021 al 14 ottobre 2023. Tra il 25 dicembre 2021 e il 25 novembre 2023 sono stati pubblicati quattro volumi.
| 1 | 25 dicembre 2021 | ISBN 978-4-7575-7648-3 |
| 1 | Capitoli (traduzioni letterali dei titoli) - 1. Incontro della festa della notte santa (聖夜祭の出会い?, Seiya-sai no deai) - 2. La ragazza straniera era carina (異国の少女は可愛かった?, Ikoku no shōjo wa kawaikatta) - 3. Coraggio preferito (好きの勇気?, Suki no yūki) - 4. Voglio che diventiamo amici (友達になりたい?, Tomodachi ni naritai) |                        |
| 2 | 22 luglio 2022 | ISBN 978-4-7575-8034-3 |
| 2 | Capitoli (traduzioni letterali dei titoli) - 5. Dubbio (迷い?, Mayoi) - 5.5. Omake (おまけ?, Omake) - 6. Dio sta arrivando (来る神?, Kitaru kami) - 7. Sorridi allo specchio (鏡の笑み?, Kagami no emi) - 7.5. Omake (おまけ?, Omake) - 8. Il muro della Familia (ファミリアの壁?, Famiria no kabe) - 8.5. Omake (おまけ?, Omake) |                        |
| 3 | 7 febbraio 2023 | ISBN 978-4-7575-8382-5 |
| 3 | Capitoli (traduzioni letterali dei titoli) - 9. Tremila miglia per visitare un amico (友を訪ねて三千里?, Tomo o tazunete sanzenri) - 10. Dio e la contrattazione (神と駆け引き?, Kami to kakehiki) - 11. La storia di un paese sfortunato (なんてことのない不幸な国のお話?, Nante koto no nai fukōna kuni no ohanashi) - 11.5. Omake (おまけ?, Omake) - 12. C'è giustizia? (そこに正義はあるか?, Soko ni seigi wa aru ka) - 13. Battaglia indesiderata (望まぬ戦い?, Nozomanu tatakai) |                        |
| 4 | 25 novembre 2023 | ISBN 978-4-7575-8913-1 |
| 4 | Capitoli (traduzioni letterali dei titoli) - 14. Dall'inverno alla primavera, dalla primavera all'inverno (冬から春へ、春から冬へ?, Fuyu kara haru e, haru kara fuyu e) - 15. La parola dell'eroe (英雄の言葉?, Eiyū no kotoba) - 16. L'opportunità di iniziare una guerra (開戦機運?, Kaisen kiun) - 16.5. Risk Management Ninja (リスクマネジメント忍?, Risuku Manejimento Nin) - 17. Mille bambini (一千童子?, Issen dōji) - 17.5. Immaginiamo (想像してみよう?, Sōzō shite miyou) e Verifica (検証?, Kenshō) - 18. Il re della palude e il sovrano della vita (沼の王と生命の泉?, Numa no ō to seimei no izumi) - 19. Träumerei della vigilia di Natale (聖夜の夢想歌?, Seiya no Toroimerai) |                        |